# Slínek

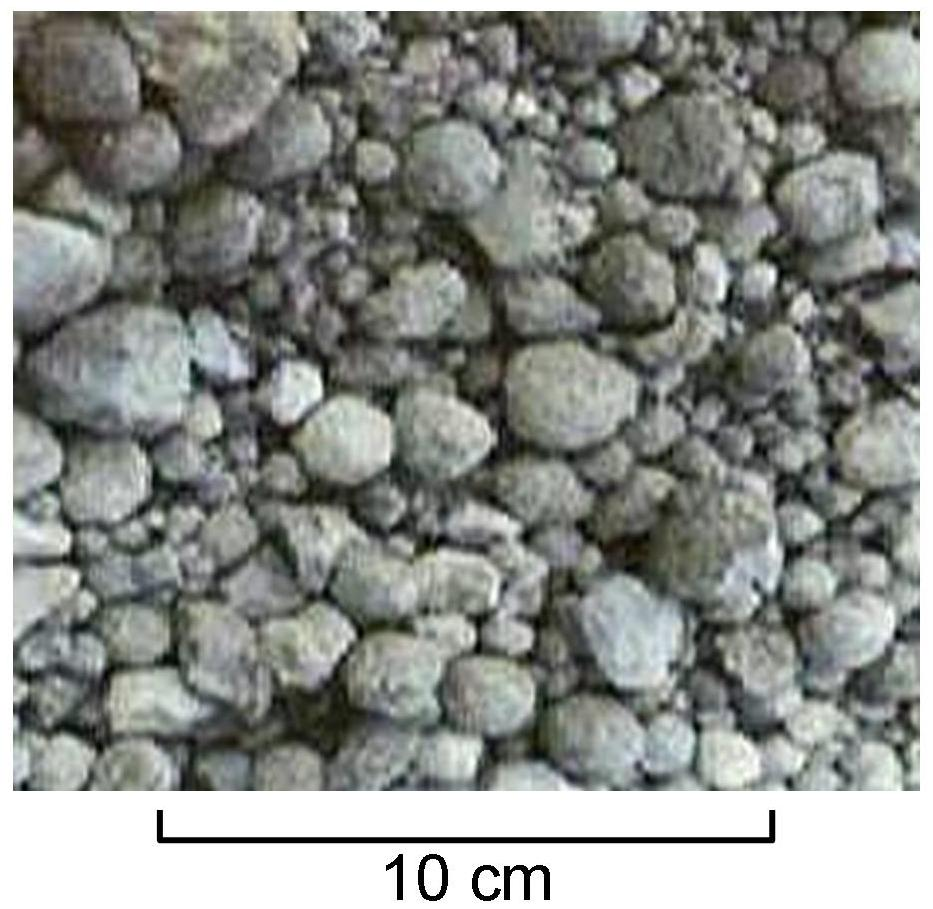
Typické konkrece slínku

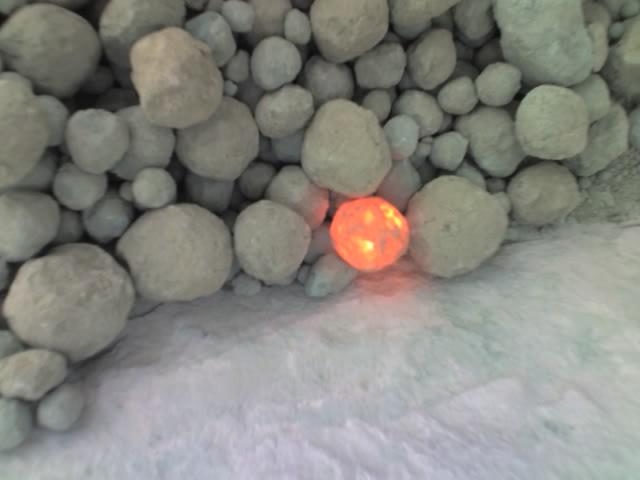
Žhavý slínek

V průběhu výroby portlandského cementu termín slínek odkazuje na hrudky nebo konkrece, obvykle velikosti od 3 (0,12 palců) do 25 mm (0,98 palců) v průměru, vyrobené slínováním (spojení bez tavení až k bodu zkapalnění) vápence a hlinitokřemičitanovým jílovým materiálem, který vzniká během výroby v cementářské peci.

## Složení a příprava
Slínek obsahuje různé druhy vápenných silikátů včetně alitu a belitu. Hlinitan trivápenatý (3CaO.Al2O3) a hlinitoželezitan vápenatý jsou další běžné složky. Tyto složky jsou často generovány in situ ohřátím různých jílů a vápence.
Slínek portlandského cementu je vyroben ohřátím v rotační peci za vysoké teploty homogenním rozmícháním surového materiálu. Produkty při chemické reakce agregují za spékací teploty, která je okolo 1 450 °C (2 640 °F). Oxid hlinitý a oxidy železa jsou přítomné pouze jako tavidlo ke snížení spékací teploty a k přimíchání malého množství k pevnosti cementu. Pro speciální cementy jako jsou typy nízkoteplotní (LH) a cement odolný proti síranům (SR) je nutné omezit množství vytvořeného hlinitanu vápenatého (tricalcium aluminate). Hlavním surovým materiálem pro výrobu slínku je obvykle vápenec smíchaný s dalším materiálem obsahující jíl jako zdroj alumino-silikátu. Nečistý vápenec obvykle obsahuje jíl nebo oxid křemičitý (SiO2). Uhličitan vápenatý (CaCO3) obsažený v těchto vápencích může být do 80%. Další surová složka (materiály v surové směsi jiné než vápenec) závisí na čistotě vápence. Některé z druhotných složek surového materiálu jsou: jíl, břidlice, písek, železná ruda, bauxit, popílek a struska.
Povrch slínku a jeho reakce v různých elektrolytických roztocích jsou zkoumány rastrovacím elektronovým mikroskopem a mikroskopií atomárních sil.

## Použití
Portlandský cementový slínek je mlet v kulových mlýnech na jemný prášek a použit jako pojivo v mnoha výrobcích z cementu. Někdy je přidáno trochu sádry. Může být kombinován s dalšími aktivními složkami nebo chemické příměsi k výrobě dalších typů cementu obsahující:
- mletou granulovanou vysokopecní strusku
- pucolán
- křemičitý úlet

Pokud je slínek skladován v suchých podmínkách, vydrží bez viditelné ztráty kvality po několik týdnů. Kvůli tomu a také proto, že může být lehce nakládán obvyklými prostředky pro manipulaci se surovinami, je slínek mezinárodně obchodován ve velkém množství. Výrobci cementu si většinou slínek objednávají pro mletí v jejich vlastních pecích v cementárnách. Výrobci dále slínek zasílají do mlýnů v místech, kde není možné připravovat cement ze surového materiálu.
Běžně se se slínkem můžeme setkat v maltě pro vnitřní či vnější omítky, kde může být obsah portlandského slínku 5 - 15% a odprašků z výroby portlandského slínku 0 – 0,5%.

## Pomůcky k mletí slínku
Obvykle je přidána sádra, zabraňující vznícení cementu, která je také velice efektivní k vylepšení mletí slínku a hodí se k prevenci vzniku aglomerací a vrstvy prachu na povrchu mlecích zařízení mlýnských zdí.
Organické části jsou často vloženy k vytvoření hrudek z prášku. Triethanolamin (TEA) je běžně použit při 0.1 wt. % a bylo dokázáno, že je velice efektivní. Dalšími aditivy, která jsou někdy použita, jsou ethylenglykol, kyselina olejová a dodecyl benzen sulfonát.

## Konverze na cementovou pastu
Slínek po ošetření vodou reaguje a vytváří se hydrát, známý jako cementová pasta. Posléze pasta polymerizuje, což je indikováno jejím ztvrdnutím.